# Alfa Mensae
Alfa Mensae (α Men / HD 43834 / HR 2261) es la estrella más brillante en la constelación de Mensa con magnitud aparente +5,08.
Es la más tenue entre todas las estrellas «Alfa» de las distintas constelaciones. 
Al estar en una constelación menor y ser únicamente de quinta magnitud, no tiene nombre propio.
Alfa Mensae es una enana amarilla de tipo espectral G7V en muchos aspectos similar a nuestro Sol. Con una temperatura superficial ligeramente inferior a la de nuestra estrella —5560 K—, su radio equivale al 84 % del radio solar.
Brilla con el 80 % de la luminosidad solar y posee una masa de 0,93 masas solares.
Al igual que el Sol, Alfa Mensae rota lentamente, con un período de rotación de 32 días, una semana más que en el caso del Sol.
Su edad se estima entre 7000 y 10 000 millones de años, frente a los 4600 millones de años de edad de nuestra estrella.
Aunque no se ha descubierto ningún planeta extrasolar a su alrededor, Alfa Mensae posee una elevada metalicidad —un 25 % mayor que la del Sol—, dato que en general se relaciona con la existencia de compañeros subestelares.
Se encuentra a 33 años luz de distancia del sistema solar.